# 追いつめる
『追いつめる』（おいつめる）は、生島治郎の小説。
第57回（1967年度上半期）直木賞受賞作。『志田司郎シリーズ』の第1作。単行本は1967年に光文社よりカッパ・ノベルスとして出版。のち講談社文庫、中公文庫、集英社文庫、光文社文庫、徳間文庫それぞれより単行本が出版された。映画版が1作、テレビドラマ版が3作、ビデオ映画版が1作制作されている。

## ストーリー
神戸市周辺の地域が主な舞台。志田司郎は日本全国にわたって組織された暴力団を相手に、血みどろの追及を続けていた。しかし誤って同僚を狙撃したそのミスから警察を辞職、妻・燎子とも別れて一匹狼となり、ついには復讐を決意して、強い執念から暴力団幹部らを追い詰めていく。

## 映画
1972年2月23日に松竹で配給された、生島治郎の同名小説を原作とした映画である。舛田利雄監督作品。

### キャスト
- 田宮二郎 : 志田司郎
- 渡哲也 : 武上次郎
- 吉行和子 : 泰子
- 倍賞美津子 : 喜多子
- 生田悦子 : 燎子
- 藤竜也 : 乗松刑事
- 渥美國泰 : 来水
- 永田靖 : 浜崎義雄
- 睦五郎 : 青谷功
- 中田昇 : 板垣
- 岡本忠行 : 白石
- 園田健二 : 花井
- 深江章喜 : 勝又稔
- 遠藤征慈 : 桑田武雄
- 柳瀬志郎 : 松岡
- 小田草之助 : 労務者
- 鈴木瑞穂 : 草柳捜査四課長
- 佐藤慶 : 奥田正紀

### スタッフ
- 監督 : 舛田利雄
- 原作 : 生島治郎
- 企画 : 浅井秀剛
- 脚本 : 野上龍雄
- 撮影 : 小杉正雄
- 音楽 : 鏑木創
- 製作 : 織田明
- 編集 : 杉原よ志

### 併映作品
- 『可愛い悪女 殺しの前にくちづけを』

## テレビドラマ
1968年、1978年、1989年の3度にわたりテレビドラマ化された。放映局は3作ともフジテレビ系列である。

### 第1作 (1968年版)
放送期間は1968年2月15日から同年3月28日まで、全7話。放送時間は毎週木曜日 22:00 - 22:45。原作者の生島治郎は最初から、本作で主演を務めた三橋達也を主人公のイメージとして原作を執筆したという。なお、その生島は第1話にバーの客役でゲスト出演している。
本作終了直後の1968年4月から東映の制作でTBS系列で放送開始された『キイハンター』のメインテーマ（主題歌『非情のライセンス』のインストゥルメンタル、作曲：菊池俊輔）と、本作のメインテーマ（作曲：大森盛太郎）とのメロディーが酷似しているのではないかと騒動になったことがあった。菊池は「『追いつめる』は意識せず作曲したが、改めて双方を聴いてみると出だしの部分が非常によく似ていて、自分でもびっくりした」とコメントしたが、大森は「悪意や他意の無い偶然の一致」とし、本作を制作した東宝も「絶対に盗作ではない」と認めたことでこの騒動は決着を見た。

#### キャスト
- 三橋達也 : 志田司郎
- 藤田佳子 : 燎子
- 高橋俊行 : 乗松刑事
- 小林千登勢 : 乗松の妻・泰子
- 木村俊恵 : 喜多子（バーのマダム）
- 睦五郎 : 青谷功（浜之内組の関係会社の社長）
- 青木義朗 : 須山（青谷の弟分）
- 村松英子 : 愛（マダム）
- 香川良介 : 十蔵
- 丹羽又三郎 : 高木（殺し屋）
- 愛京子 : 邦子（ホテルのレジ係）
- 石濱朗 : 沢井（邦子の恋人）
- 春日章良 : 奥田正紀（浜之内組大番頭）
- 宇佐美淳也 : 来水（燎子の父）
- 清水将夫 : 草柳本部長

#### スタッフ
- 原作 : 生島治郎
- 脚本 : 石松愛弘、小川英
- 音楽 : 大森盛太郎
- 監督 : 山本迪夫
- 制作 : 東宝、フジテレビ

#### サブタイトル
| 話数 | 放送日        | サブタイトル | 脚本     | 監督     |
| ---- | ------------- | ------------ | -------- | -------- |
| 1    | 1968年2月15日 | 巨大な獲物   | 石松愛弘 | 山本迪夫 |
| 2    | 1968年2月22日 | 危険に賭けろ | 小川英   | 山本迪夫 |
| 3    | 1968年2月29日 | 野獣の痕跡   | 石松愛弘 | 山本迪夫 |
| 4    | 1968年3月7日  | 罠対罠       | 石松愛弘 | 山本迪夫 |
| 5    | 1968年3月14日 | 銀嶺の決闘   | 石松愛弘 | 山本迪夫 |
| 6    | 1968年3月21日 | 死者の証言   | 石松愛弘 | 山本迪夫 |
| 7    | 1968年3月28日 | 終結のとき   | 小川英   | 山本迪夫 |

（参考：）

### 第2作 (1978年版)
放送期間は1978年5月27日から同年7月1日まで、全6話。毎週土曜日 22:00 - 22:54、『ゴールデンドラマシリーズ』の枠で放送。原作は神戸周辺が舞台であるが、本作のロケは山下公園、山下埠頭、横浜中華街など横浜市内などで行われた。

#### キャスト
- 仲代達矢 : 志田司郎
- いしだあゆみ : 乗松の妻・泰子
- 河原崎次郎 : 乗松刑事
- 神崎愛 : 来水（志田）燎子
- 坂入真由美 : 来水久美
- 池波志乃 : 喜多子（桑田の妻）
- 橋本功 : 桑田武雄
- 中野誠也 : 青谷功
- 青木義朗 : 奥田正紀
- 大滝秀治 : 浜内
- 綿引洪 : 黒沢（元刑事で「マンザニタ」のボーイ）
- 小松方正 : 川辺組組長・川辺
- 中条静夫 : 楊
- 内藤武敏 : 来水信介
- 若山富三郎 : 草柳本部長

#### スタッフ
- 原作 : 生島治郎
- 企画 : 村上光一
- プロデューサー : 松木征二、中村寿男
- 脚本 : 隆巴 （全話）
- 演出 : 富永卓二 （全話）
- 制作 : フジテレビ

#### サブタイトル
1. 1978年5月27日 「誤射」
2. 1978年6月3日 「猟犬」
3. 1978年6月10日 「脅迫」
4. 1978年6月17日 「潜入」
5. 1978年6月24日 「反撃」
6. 1978年7月1日 「巨大な獲物」

### 第3作 (1989年版)
1989年9月22日、金曜日 21:02 - 22:52の『男と女のミステリー』の枠で放送された。1968年のドラマ第1作で志田司郎役を務めた三橋達也が本作では草柳役を務めている。

#### キャスト
- 杉良太郎 : 志田司郎
- 竹井みどり : 志田燎子
- 平泉成 : 乗松刑事
- 阿木燿子 : 乗松の妻・泰子
- 鹿内孝 : 青谷功
- 椎谷建治 : 桑田武雄
- 池波志乃 : 喜多子
- 三橋達也 : 草柳啓明（本部長）

#### スタッフ
- 原作 : 生島治郎
- プロデューサー：古屋克征
- 脚本 : 古田求
- 監督 : 吉田啓一郎
- 制作 : フジテレビ、国際放映

| フジテレビ系 木曜 22:00 - 22:45枠                            | フジテレビ系 木曜 22:00 - 22:45枠 | フジテレビ系 木曜 22:00 - 22:45枠 |
| 前番組                                                       | 番組名                            | 次番組                            |
| ------------------------------------------------------------ | --------------------------------- | --------------------------------- |
| 風の中にひとり                                               | 追いつめる                        | 石狩平野                          |
| フジテレビ系 ゴールデンドラマシリーズ （土曜 22:00 - 22:54） |                                   |                                   |
| 殺人の棋譜                                                   | 追いつめる                        | Yの悲劇                           |

## オリジナルビデオ
東映Vシネマレーベルより1992年7月10日発売。

### キャスト
- 渡辺裕之
- 原日出子
- 横須賀昌美
- 萩原流行
- 片桐竜次
- 鹿内孝
- 神山繁

### スタッフ
- 監督 - 工藤栄一
- 原作 - 生島治郎
- 企画 - 渡辺淳一、吉田達
- 脚本 - 神波史男、奥山耕平、工藤栄一
- 音楽 - 日野元彦
- 制作協力 - バズ・カンパニー
- 製作 - 東映ビデオ